# Marcela Rybková
Marcela Rybková (* 9. dubna 1959) byla česká politička za Křesťanskodemokratickou stranu, později za Občanskou demokratickou stranu, po sametové revoluci československá poslankyně Sněmovny lidu Federálního shromáždění.

## Biografie
Ve volbách roku 1992 byla zvolena za KDS, respektive za koalici ODS-KDS, do Sněmovny lidu (volební obvod Severomoravský kraj). Ve Federálním shromáždění setrvala do zániku Československa v prosinci 1992.
V komunálních volbách roku 1994 kandidovala za KDS neúspěšně do zastupitelstva města Olomouc. O zvolení se neúspěšně snažila i v komunálních volbách roku 1998, nyní již jako členka ODS. Profesně se uvádí jako státní zaměstnankyně. V krajských volbách roku 2000 kandidovala za ODS do krajského zastupitelstva Olomouckého kraje. Profesně se tehdy uváděla jako metodička České školní inspekce.